# Serrasalminae
A Serrasalminae a sugarasúszójú halak (Actinopterygii) osztályának pontylazacalakúak (Characiformes) rendjébe, ezen belül a pontylazacfélék (Characidae) családjába tartozó alcsalád.

## Rendszertani besorolásuk
Habár a Serrasalminae alcsalád a pontylazacfélék családjába van besorolva, egyes kutatók szerint, Serrasalmidae név alatt, új halcsaládot kéne megalkotni ezeknek a fajoknak.

## Rendszerezés
Az alcsaládba az alábbi 16 nem és 93 faj tartozik:
- Acnodon Eigenmann, 1903 – 3 faj
- Catoprion J. P. Müller & Troschel, 1844 – 1 faj
  - pikkelyevő piranha (Catoprion mento) (Cuvier, 1819)
- Colossoma (Eigenmann & Kennedy, 1903) – 1 faj
  - gyümölcsevő piranha (Colossoma macropomum) (Cuvier, 1816)
- Metynnis Cope, 1878 – 14 faj
- Mylesinus (Cuvier & Valenciennes, 1850) – 3 faj
- Myleus J. P. Müller & Troschel, 1844 – 6 faj
- Myloplus Gill, 1896 – 13 faj
- Mylossoma Eigenmann & Kennedy, 1903 – 3 faj
- Ossubtus (Jégu, 1992) 1 – faj
  - Ossubtus xinguense Jégu, 1992
- Piaractus Eigenmann, 1903 – 2 faj
- Pristobrycon Eigenmann, 1915 – 5 faj
- Pygocentrus J. P. Müller & Troschel, 1844 - 4 faj
- Pygopristis J. P. Müller & Troschel, 1844 – 1 faj
  - Pygopristis denticulata (Cuvier, 1819)
- Serrasalmus Lacepède, 1803 – 31 faj
- Tometes (Cuvier & Valenciennes, 1850) – 3 faj
- Utiaritichthys (Miranda-Ribeiro, 1937) – 2 faj

2009-ben, Argentínában felfedeztek egy miocén kori Serrasalminae-fajt, a Megapiranha paranensist Cione, Dahdul, Lundberg, & Machado-Allison, 2009.